# IC 1245
IC 1245 је лентикуларна галаксија у сазвјежђу Херкул која се налази на листи објеката дубоког неба у Индекс каталогу.
Деклинација објекта је + 38° 1' 13" а ректасцензија 17h 12m 36,8s. Привидна величина (магнитуда) објекта IC 1245 износи 13,7 а фотографска магнитуда 14,7. IC 1245 је још познат и под ознакама UGC 10755, MCG 6-38-7, CGCG 198-22, PGC 59835.